# Esaú Bravo
Esaú Bravo Elgueta (Santiago, Chile, 21 de diciembre de 1944 - Chillán, 20 de septiembre de 2013) fue un futbolista y director técnico de larga trayectoria en el fútbol chileno.

## Trayectoria
Esaú Bravo se inició en las divisiones inferiores de Colo-Colo, en 1962 a los 18 años de edad emigra a la ciudad de Chillán a jugar por el club Ñublense, en el club permanece hasta 1969 transformándose en uno de los grandes zagueros y referentes en la historia del club. Defendió además a Green Cross de Temuco en 1970 y 1971, y a Deportes Concepción en seis temporadas. Se retiró como profesional en Curicó Unido en 1980.
Como director técnico de fútbol dirigió en siete ocasiones a Ñublense, viviendo momentos gloriosos y amargos, consiguió los títulos de Tercera División en 1985, 1992 y en gran medida del título de Tercera División 2004.
Destaca también la gran campaña realizada con Ñublense en la Copa Chile 1995, donde en la instancia de cuartos de final dejó a fuera a Colo-Colo en el Estadio Monumental, para caer en semifinales ante Universidad Católica (equipo que a la postre, sería el campeón).
Dirigió además a Lota Schwager, Deportes Laja, Deportes Arica, Curicó Unido, Deportes Linares y Malleco Unido.
El viernes 20 de septiembre de 2013, falleció a los 68 años de edad, en el Hospital Herminda Martín de Chillán, tras ser víctima de un paro cardiorrespiratorio.

## Clubes

### Como jugador
| Club                | País  | Año       |
| ------------------- | ----- | --------- |
| Colo-Colo           | Chile | 1962      |
| Ñublense            | Chile | 1962-1969 |
| Green Cross-Temuco  | Chile | 1970-1971 |
| Deportes Concepción | Chile | 1972-1976 |
| Naval               | Chile | 1977      |
| Deportes Concepción | Chile | 1978      |
| Deportes Arica      | Chile | 1979      |
| Curicó Unido        | Chile | 1980      |

### Como entrenador
| Club                    | País  | Año       |
| ----------------------- | ----- | --------- |
| Ñublense                | Chile | 1983      |
| Ñublense                | Chile | 1985-1986 |
| Ñublense                | Chile | 1988      |
| Lota Schwager           | Chile | 1989      |
| Deportes Laja           | Chile | 1989      |
| Ñublense                | Chile | 1990      |
| Ñublense                | Chile | 1992-1993 |
| Ñublense                | Chile | 1994-1995 |
| Deportes Arica          | Chile | 1996      |
| Curicó Unido            | Chile | 1996      |
| Colchagua               | Chile | 1996      |
| Ñublense                | Chile | 1996      |
| Deportes Linares        | Chile | 1997      |
| Ñublense                | Chile | 1997-1998 |
| Malleco Unido           | Chile | 1999      |
| Ñublense                | Chile | 2000      |
| Curicó Unido            | Chile | 2002-2003 |
| Ñublense                | Chile | 2004      |
| Hossana                 | Chile | 2005      |
| Deportes Concepción "B" | Chile | 2006-2007 |